# Ален Дюкасс
Але́н Дюка́сс (фр. Alain Ducasse, 13 вересня 1956) — монегаскський (в минулому  — французький) шеф-кухар, ресторатор і бізнесмен, знаний майстер «високої кухні» (haute cuisine). Очолює список кухарів рейтингу Michelin (Мішлен). Максимальна кількість зірок Michelin, яку може отримати ресторан, — три. Дюкасс відкрив три заклади, які заробили три зірки, — це світовий рекорд. А його паризький ресторан «Alain Ducasse au Plaza Athénée» (Ален Дюкасс в готелі Плаза Атені) удостоєно п'яти «кухарських ковпаків» від одного з найвпливовіших французьких гідів Го-Мійо. Нагороджений Орденом Почесного Легіону, він також є президентом асоціації «Готелі і замки Франції». На нього працює близько 1400 чоловік. У 2013 році відзначений індивідуальною нагородою «Lifetime Achievement Award» від авторитетного видання «Restaurant magazine», яке складає щорічний рейтинг найкращих ресторанів світу.

## Біографія
Ален Дюкасс народився 13 вересня 1956 року на півдні Франції на фермі в містечку Кастель-Сарразен у селянській сім'ї. У 1972 році, у 16 років влаштувався на роботу помічником кухаря — мив посуд в ресторані Мішеля Герара, потім переходить в інший ресторан — до Роже Верже, який переманив його з ресторану Герара. Так почалося його захоплення кулінарією. Герар і Верже багато чому навчили Дюкасса. В той же час він навчався у спеціалізованій школі в Бордо. Кар'єрне зростання Алена Дюкасса почалося саме в ресторані Роже Верже Moulin de Mougins на Французькій Рив'єрі. За словами самого Дюкасса, мотивація розвиватися і рухатися вгору по кар'єрних сходах у нього була дуже банальна — просто здобути собі посаду з мінімальним навантаженням і максимальною заробітною платою. Адже на кухні чим нижче за рангом людина, тим більш важку і брудну роботу вона виконує. Незабаром він перетворив просту кухню Провансу в кулінарні шедеври. Ален Дюкасс пройшов усі ази цієї кухні і з часом почав вигадувати і доповнювати традиційні страви додатковими інгредієнтами. Через деякий час Дюкасс, працюючи кілька років в ресторані Le Louis XV, одержав 3 «мішленівських» зірки — найвпливовішу кулінарну нагороду, що є мрією всіх кухарів світу. Йому було 33 роки і він став наймолодшим шеф-кухарем, що отримали таке визнання. Це принесло йому популярність. До нього надходять численні бізнес-пропозиції. Залишивши Le Louis XV, він переїжджає з Монако в Париж і відкриває свій ресторан «Alain Ducasse», який через неповний рік роботи, в 1997 році, отримує знову 3 жадані всіма зірки. На початку 2000 років Ален Дюкасс відкриває ще один ресторан у Нью-Йорку, Jumeirah Essex House, і знову отримує 3 зірки. На сьогоднішній день Ален Дюкасс є власником понад 20 ресторанів в усьому світі. Найцікавіше, що у всіх своїх ресторанах Ален Дюкасс числиться шеф-кухарем, попри те, що це місце займають зовсім інші люди. Ім'я Ален Дюкасс є брендом.

## Людина-бренд
За словами Алена Дюкасса формула його світового успіху виглядає приблизно так: багато років тому він придбав замок, потім готель, потім відкрив булочні і бари. Згодом став видавати книги та створив кулінарну школу. І через кілька років всі ці та інші проєкти були об'єднані в «Групу Алена Дюкасса». Сьогодні Ален Дюкасс — найвпливовіша людина в міжнародній кулінарній індустріі. Він отримав дев'ять зірок Michelin майже одночасно, що не вдавалося до нього нікому. І він є першим шеф-кухарем, який перетворив своє ім'я на світовий бренд. Його успіх пояснюють тим, що він замінив кулінарну філософію маркетингом. Йому вдалося у часи занепаду кулінарної індустрії та економічної кризи перетворити за 33 місяці безхазяйний ресторан Louis XV з ненайліпшою репутацією при Hotel de Paris у ресторан-володар трьох зірок Michelin. Через вісім місяців після повторного «тризіркового» успіху ресторану Alain Ducasse у Парижі, з'являється багато бажаючих інвестувати саме в Дюкасса. Дюкасс погоджується і бере участь в усіх проектах. Але першим номером у списку потенційних інтернаціональних завоювань Дюкасса стала Америка. Так на початку нового тисячолітня Дюкасс відкрив у Нью-Йорку патетичний ресторан бізнес-центру «Ессекс-хаус». Про цю подію написали багато впливових видань. Американське гастрономічне співтовариство чекало виходу нью-йоркського гіда Michelin. Всі припускали, що ресторан Дюкасса буде гідно оцінений, але ніхто не очікував на максимальну оцінку — три зірки. У 2003 році за версією журналу «Forbes» Ален Дюкасс зазначений в списку ста найвпливовіших людей. Він — єдиний француз в цьому списку. Його стали називати еталоном сучасної гастрономії.

## Концепції Дюкасса
Ален Дюкасс ловить гастрономічні тенденції на льоту і миттєво впроваджує їх у життя. Саме нестандартні ідеї і концепції Дюкасса принесли йому популярність. Не можна сказати, що успіх завжди приходив до нього легко. Наприклад, ресторан у Нью-Йорку невдовзі після його відкриття вимагав саме втілення якоїсь іншої концепції. Адже в той час в американо-французьких відносинах зростало напруження. Війна в Іраку, різкі висловлювання президента Ширака — американські патріотичні настрої зростали — газети закликали американців бойкотувати проти французьких продуктів та ресторанів. Багато з них несли серйозні збитки. І Дюкасс винайшов таку концепцію, оминаючи націоналізм, він став говорити про космополітизм та пріоритет наднаціональних цінностей, одночасно додаючи в своє меню страви східної кухні. В свою чергу ці дії та ідеї ретельно конспектували журналісти і переносили на сторінки своїх журналів і газет. Так народилася мультикультурна концепція під назвою Spoon — мережа ресторанів без національних рис, меню яких повинно було миттєво реагувати на будь-які зміни кулінарної моди — не важливо, звідки вони походили. Spoon приніс Дюкассу ще кілька десятків мільйонів. Ресторани під цією маркою є вже в багатьох світових столицях. Це було своєрідною маркетинговою знахідкою Дюкасса: його ім'я-бренд стало настільки впливовим, що він міг не обмежуватися лише французькою кухнею, а й додавати й багато інших модних страв у меню, що в свою чергу привертало ще більше прихильників. Концепція Spoon визнана епохальною для світового ресторанного бізнесу. Дюкасс зламав традиційні уявлення про ресторанне меню і запропонував жителям сучасних мегаполісів космополітичне меню на будь-який смак. Концепція Spoon не визнає національних і культурних меж, але поважає національні та культурні традиції.. Сам Дюкасс говорить:
|  | У Європі шанувальників "високої кухні" (haute cuisine) не більше десяти тисяч чоловік. А мені цікаво працювати з усіма людьми, а не тільки з витонченими гурманами. Саме з цієї причини ми створюємо речі "haute couture" у вигляді ресторанів високої кухні та "pret-a-porte" - у вигляді ресторанів Spoon та інших закладів з демократичнішою атмосферою і зрозумілим меню. |

Після Spoon з'явився нова концепція Bar&Beuf, потім мережа гастрономів і готелів з ім'ям Алена Дюкасса і т.ін. Так зростала група «Ален Дюкасс», яка сьогодні налічує близько 50 закладів. Звичайно час від часу такий успіх підпадає під критику, коли говорять, що Дюкасс «вбив романтику… і замінив мистецтво менеджментом». Але на питання, що найважливіше в ресторані, Дюкасс відповідає так: 
|  | Ресторан — це складний мікс з місця розташування, дизайну, людей, які в ресторані працюють, і людей, які в ресторан ходять. |

## Головні проекти
Ален Дюкасс є володарем вищої нагороди Франції — ордена Почесного легіону. Найтитулованіший ресторатор у світі керує унікальною гастрономічною групою, яка об'єднує понад п'ятдесят проектів.
У їх числі:
- Louis XV при легендарному Hotel de Paris в Монако (3 зірки Michelin);
- Паризький Plaza Athenee при однойменному готелі (3 зірки Michelin, 5 «кухарських ковпаків» Го-Мійо);
- Alain Ducasse Restaurant (3 зірки Michelin) і Aux Lyonnais;
- Готель на дванадцять номерів La Bastide de Moustiers в Провансі (1 зірка Michelin);
- Мережа Chateaux & Hotels de France;
- Заклади Brasserie;
- Alain Ducasse Restaurant в Essex House в Нью-Йорку;
- MIX в Нью-Йорку і Лас-Вегасі;
- Міжнародна модна мережа Spoon Food & Wine;
- Ресторан Chanel у Токіо;
- Auberge Iparla в Каталонії і багато інших проектів.

## Кулінарні книги
Ален Дюкасс спеціалізується не тільки на модних, але й рідкісних і забутих рецептах, тому публікує багато кулінарних книг. Найвідоміші з них:
- «Велика кулінарна книга» (Grand Livre de Cuisine) — 1136 сторінок вагою 6 кг, збірка 500 рецептів від 60 кухарів світу — від Парижа до Токіо, від Лас-Вегаса до Лондона.
- «Навколо світу» (Tour du monde) — книга з 500 рецептами зі всього світу.
- «Я люблю Монако. Моє Середземномор'я у 170 адресах» (J'aime Monaco. Ma Méditerranée en 170 adresses) — путівник по ресторанах Монако і Французької Рив'єри. Книга містить інформацію про сто сімдесят головних (на думку Дюкасса) гастрономічних пам'яток Рив'єри — ресторани, кафе, булочні і продуктові магазини.
- «Я люблю Париж. Мій Париж смаку у 200 адресах» (J'aime Paris, mon Paris du goût en 200 adresses) — гастрономічний путівник по Парижу[10].

## Цікаві факти
- Запис у «тризіркові» ресторани Алена Дюкасса ведеться за багато місяців наперед[11]
- У 1980-ті роки Ален Дюкасс потрапив у страшну авіакатастрофу і виявився єдиним, хто вижив у цій трагедії, але кілька місяців був прикутий до інвалідного візка. Саме з цією подією пов'язують успішність майстра: страх перед фізичним болем і обмеженістю фізичних можливостей, безпорадністю змусили його по-іншому дивитися на життя і прагнути максимально використовувати свої таланти, здібності і вміння[5].
- Ален Дюкасс займався організацією весільної вечері на весіллі у князя Монако Альберта і Шарлін Уіттсток[10].